# Hasbestan
Hasbestan (perski: هسبستان) – wieś w Iranie, w ostanie Azerbejdżan Zachodni. W 2006 roku  liczyła 59 mieszkańców w 17 rodzinach.